# Henryk Battenberg
Heinrich von Battenberg (ur. 5 października 1858 w Mediolanie, zm. 20 stycznia 1896 na statku szpitalnym niedaleko od brzegu Sierra Leone) – heski arystokrata.
Był synem księcia Hesji Aleksandra i hrabiny Julii Hauke (córki Maurycego Hauke). Jego braćmi byli Ludwik i Aleksander.

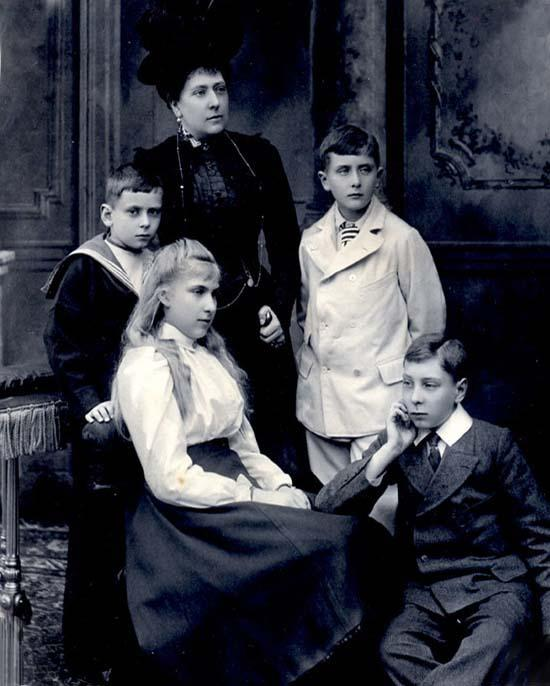
Żona i dzieci Henryka Battenberga.

W młodości przeszedł szkolenie wojskowe i wstąpił do reńskich huzarów. Tytuł księżnej Battenberg uzyskała jego matka, której małżeństwo z księciem Hesji miało charakter morganatyczny. Tytuł przeszedł na dzieci z tego małżeństwa.
W 1885 ożenił się z najmłodszą córką królowej Wiktorii, Beatrycze. Po ślubie rodzina zamieszkała w Wielkiej Brytanii, zgodnie z życzeniem królowej. Mieli czworo dzieci:
1. Aleksandra Battenberga, markiza Carisbrooke (1886–1960),
2. Wiktorię Eugenię, królową Hiszpanii (1887–1969), żonę Alfonsa XIII.
3. lorda Leopolda Battenberga (1889–1922),
4. księcia Maurycego Battenberga (1891–1914).

Książę Battenberg wstąpił do armii brytyjskiej. W 1895 wyruszył do Afryki Zachodniej, gdzie zmarł na malarię.

## Odznaczenia
- Krzyż Wielki Orderu Ludwika (1885, Wielkie Księstwo Hesji)
- Krzyż Wielki Orderu Filipa z Mieczami (1875, Wielkie Księstwo Hesji)[1]
- Order Podwiązki (1885, Wielka Brytania)
- Medal Złotego Jubileuszu Królowej Wiktorii (1887, Wielka Brytania)
- Krzyż Wielki Orderu Korony Wendyjskiej ze Złotą Koroną (Meklemburgia)[2]
- Krzyż Wielki Orderu Świętego Aleksandra (Królestwo Bułgarii)[2]
- Medal Pamiątkowy Wyzwolenia (Królestwo Bułgarii)[2]
- Krzyż Wielki Orderu Korony (Królestwo Rumunii)[2]
- Krzyż Wielki Orderu Daniły I (Księstwo Czarnogóry)[2]
- Krzyż Wielki Orderu Wieży i Miecza (Królestwo Portugalii)[2]
- Krzyż Wielki Orderu Orła Czerwonego (Królestwo Prus)[2]
- Krzyż Wielki Orderu Ernestyńskiego (Księstwa Saksońskie)[2]
- Krzyż Wielki Orderu Krzyża Takowy (Królestwo Serbii)[2]
- Wielka Wstęga Orderu Osmana (Imperium Osmańskie)[2]